# Sutapie Małe
Sutapie Małe – jezioro w Polsce, położone w województwie warmińsko-mazurskim, w powiecie mrągowskim, w granicach administracyjnych Mrągowa, na terenie Pojezierza Mrągowskiego.
Długość jeziora wynosi 0,7 km, a szerokość 360 m. Słabo rozwinięta linia brzegowa. Strome i wysokie brzegi w północnej i wschodniej części. Od wschodu niewielki las, a od zachodu osiedle Nikutowo.

## Dane morfometryczne
Powierzchnia zwierciadła wody według różnych źródeł wynosi od 17,7 ha do 19,0 ha.
Zwierciadło wody położone jest na wysokości 127,6 m n.p.m. Średnia głębokość jeziora wynosi 6,7 m, natomiast głębokość maksymalna 16,2 m.